# Balázs Megyeri
Balázs Megyeri (Boedapest, 31 maart 1990) een Hongaars voetballer die als doelman speelt. Hij verruilde in juli 2015 Olympiakos Piraeus voor Getafe

## Clubcarrière
Megyeri werd in 2005 opgenomen in de jeugdopleiding van Ferencváros. Die verruilde hij in 2007 voor die van Bristol City. Megyeri keerde na één jaar in Engeland terug naar Ferencváros, waarvoor hij in 2008 debuteerde in het betaald voetbal. Na 26 competitiewedstrijden in de hoofdmacht tekende hij in juni 2010 een driejarig contract bij Olympiakos Piraeus. In zijn eerste seizoen was hij er derde doelman achter Antonios Nikopolidis en Urko Pardo. Beide doelmannen verlieten in 2011 de club, waarna Franco Costanzo gehaald werd als eerste doelman. Hem speelde Megyeri uit de basis. Costanzo verliet in januari 2012 de club en werd vervangen door Roy Carroll, die overkwam van OFI Kreta. Carroll en Megyeri concurreerden met elkaar voor de positie van eerste doelman. Tijdens de zomertransferperiode bracht de nieuwe trainer Míchel doelman Roberto met zich mee, waardoor Carroll en Megyeri beide reservekeeper werden.

## Interlandcarrière
Op 16 mei 2012 werd Megyeri opgeroepen voor het Hongaars voetbalelftal voor een oefeninterland tegen Tsjechië. Hij kwam daarin niet in actie.

## Erelijst
| Competitie                    |             |                                             |             |             |
| Competitie                    | Aantal      | Jaren                                       |             |             |
| Ferencváros                   | Ferencváros | Ferencváros                                 | Ferencváros | Ferencváros |
| ----------------------------- | ----------- | ------------------------------------------- | ----------- | ----------- |
| Kampioen Nemzeti Bajnokság II | 1x          | 2008/09                                     |             |             |
| Olympiakos Piraeus            |             |                                             |             |             |
| Kampioen Super League         | 5x          | 2010/11, 2011/12, 2012/13, 2013/14, 2014/15 |             |             |
| Beker van Griekenland         | 3x          | 2011/2012, 2012/2013, 2014/15               |             |             |

1 Letacek ·
2 Djené  ·
3 Angileri ·
4 Beroccal ·
5 Milla ·
6 Uche ·
7 Sola ·
8 Arambarri ·
9 Mayoral ·
10 Yıldırım ·
11 Aleñá ·
12 Nyom ·
13 Soria ·
15 Alderete ·
16 Rico ·
17 Pérez ·
18 Rodríguez ·
19 Federico ·
20 Santiago ·
21 Iglesias ·
22 Duarte ·
27 Aberdin ·
31 Patrick ·
Coach: Bordalás
· Assistent-coach: Verdés